# فلاديمير أيلين
فلاديمير أيلين (بالروسية: Владимир Адольфович Ильин)‏ هو ممثل روسي (وحمل سابقاً جنسية الاتحاد السوفيتي)، ولد في 16 نوفمبر 1947 في روسيا. بدأ مشواره المهني سنة 1969، ومن الجوائز التي نالها فنان الشعب الروسي وجائزة الدولة لروسيا الاتحادية ‏ سنة 1999 وجائزة نيكا.

## أعمال

### أفلام
- (1994) حرقته الشمس

### مسلسلات
- الأبله

## جوائز
- فنان الشعب الروسي
- جائزة الدولة لروسيا الاتحادية [الإنجليزية]‏ (1999)
- جائزة نيكا

## وصلات خارجية
- فلاديمير أيلين على موقع IMDb (الإنجليزية)
- فلاديمير أيلين على موقع ألو سيني (الفرنسية)
- فلاديمير أيلين على موقع ألو سيني (الفرنسية)
- فلاديمير أيلين على موقع ألو سيني (الفرنسية)
- فلاديمير أيلين على موقع تيرنر كلاسيك موفيز (الإنجليزية)
- فلاديمير أيلين على موقع أول موفي (الإنجليزية)
- فلاديمير أيلين على موقع قاعدة بيانات الفيلم (الإنجليزية)
- فلاديمير أيلين على موقع ليتربوكسد (الإنجليزية)
- فلاديمير أيلين على موقع كينوبويسك (الروسية)